# زیردریایی یو-۷۱۰
زیردریایی یو-۷۱۰ (به انگلیسی: German submarine U-710) یک زیردریایی بود که طول آن ۶۷٫۱ متر (۲۲۰ فوت ۲ اینچ) بود. این زیردریایی در سال ۱۹۴۲ ساخته شد.